# Бьер
Бьер (фр. Biert, окс. Bièrt) — коммуна во Франции, находится в регионе Окситания. Департамент коммуны — Арьеж. Входит в состав кантона Масса. Округ коммуны — Сен-Жирон.
Код INSEE коммуны — 09057.

## Население
Население коммуны на 2008 год составляло 295 человек.
| 1962 | 1968 | 1975 | 1982 | 1990 | 1999 | 2008 |
| ---- | ---- | ---- | ---- | ---- | ---- | ---- |
| 290  | 334  | 264  | 243  | 286  | 284  | 295  |

## Экономика
В 2007 году среди 191 человек в трудоспособном возрасте (15—64 лет) 121 были экономически активными, 70 — неактивными (показатель активности — 63,4 %, в 1999 году было 61,5 %). Из 121 активных работали 94 человека (51 мужчина и 43 женщины), безработных было 27 (12 мужчин и 15 женщин). Среди 70 неактивных 15 человек были учениками или студентами, 22 — пенсионерами, 33 были неактивными по другим причинам.